# Spätzle
 (février 2025).
Les spätzle ([ˈʃpɛtsli, en haut-alémanique : spätzli, [ˈʃpɛtsli]) sont une préparation culinaire de pâtes de la région rassemblant l'Allemagne du Sud, la Suisse, le Tyrol du sud, l'Autriche de l'ouest et l'Alsace-Moselle. Spätzle est un mot souabe, diminutif de Spatzen (« moineaux »). On doit ce nom au fait que, lorsque les spätzle sont cuits et mis dans une assiette, cela ressemble à un nid de moineau. En région Franche-Comté on les connaît aussi sous le nom familier de « guilles d'âne ».
Ils sont la variante plus fine et allongée des Knöpfle, ou Knepfle, qui signifient « petit bouton » dans de nombreux dialectes de l’allemand supérieur, comme le bas-alémanique ou le souabe, et qui prennent des noms locaux en Hongrie ou en Slovaquie. De fait, suivant les régions, les termes sont interchangeables, tant ils désignent en gros un même plat de pâtes aux œufs servant d’accompagnement aux plats en sauce.
Au demeurant, on associe de nos jours les spätzle plus à des pâtes faites maison alors que les Knepfle rappellent à la forte majorité les gnocchis ou les quenelles. Aucun Alsacien ou Souabe ne traduirait spätzle par quenelle ou boulette. S'il existe une relation hiérarchique à faire, ce sont les Knöpfle qui forment la famille générique dans laquelle les spätzle sont une adaptation reconnaissable à la forme.

## Recette et préparation

### Ingrédients
Les proportions varient suivant qu'on veut les préparer plus riches en œufs et influer sur leur couleur plus ou moins jaune. La quantité d'eau doit être adaptée en fonction du nombre d'œufs que l'on incorpore. On part d'une famille gourmande de spätzle, composée de trois personnes :
- 250 g de farine[7]
- 2 œufs
- pincée de sel
- eau (en gros, 5 cuillères à soupe, mais seule l'expérience au toucher ou à la cuillère en bois devrait décider de la quantité d'eau à ajouter)
- 40 g de beurre quand on veut les faire dorer à la poêle avant le service (facultatif)

Pour la cuisson, privilégiez beaucoup d'eau, comme pour les pâtes italiennes.
Mélanger tous les ingrédients dans une jatte à l'aide d'une cuillère en bois, ou d'un robot avec le crochet à pétrir, jusqu'à ce que la pâte fasse des bulles d'air. Elle doit être lisse et ferme à la fois. Choisir sa technique ci-dessous et laisser cuire 2  à   5 minutes en fonction de leur épaisseur. Le principe de base consiste à attendre que les spätzle remontent à la surface. À l'aide d'une écumoire aux trous pas trop fins pour que l'eau s'écoule bien, retirer les spätzle de l'eau et les déposer dans :
- le plat de service quand on sert immédiatement pour qu'ils ne refroidissent pas. On peut néanmoins les maintenir au chaud en les plaçant dans un plat résistant à la chaleur que l'on dépose sur la casserole d'eau chaude, avec le couvercle par-dessus. Dans ce cas, il faut vraiment très bien égoutter les spätzle, sinon ils deviennent collants et pâteux. Bien les aérer avant de servir ;
- une passoire pour qu'ils s'égouttent en les mettant brièvement sous l'eau froide pour éviter qu'ils ne collent ;
- une jatte remplie d'eau très froide, ce qui arrêtera la cuisson et raffermira la pâte.

Dans les deux derniers cas, il faut réchauffer les spätzle en les passant à la poêle avec du beurre. Cela leur donne un goût caractéristique.
Pour les plats en sauce et pour les jours hors fêtes de famille, il est néanmoins très répandu de privilégier les spätzle nature une fois retirés de l'eau bouillante car, dans ce cas, il s'agit d'un accompagnement dont le goût ne doit pas l'emporter sur le plat principal, mais le compléter.

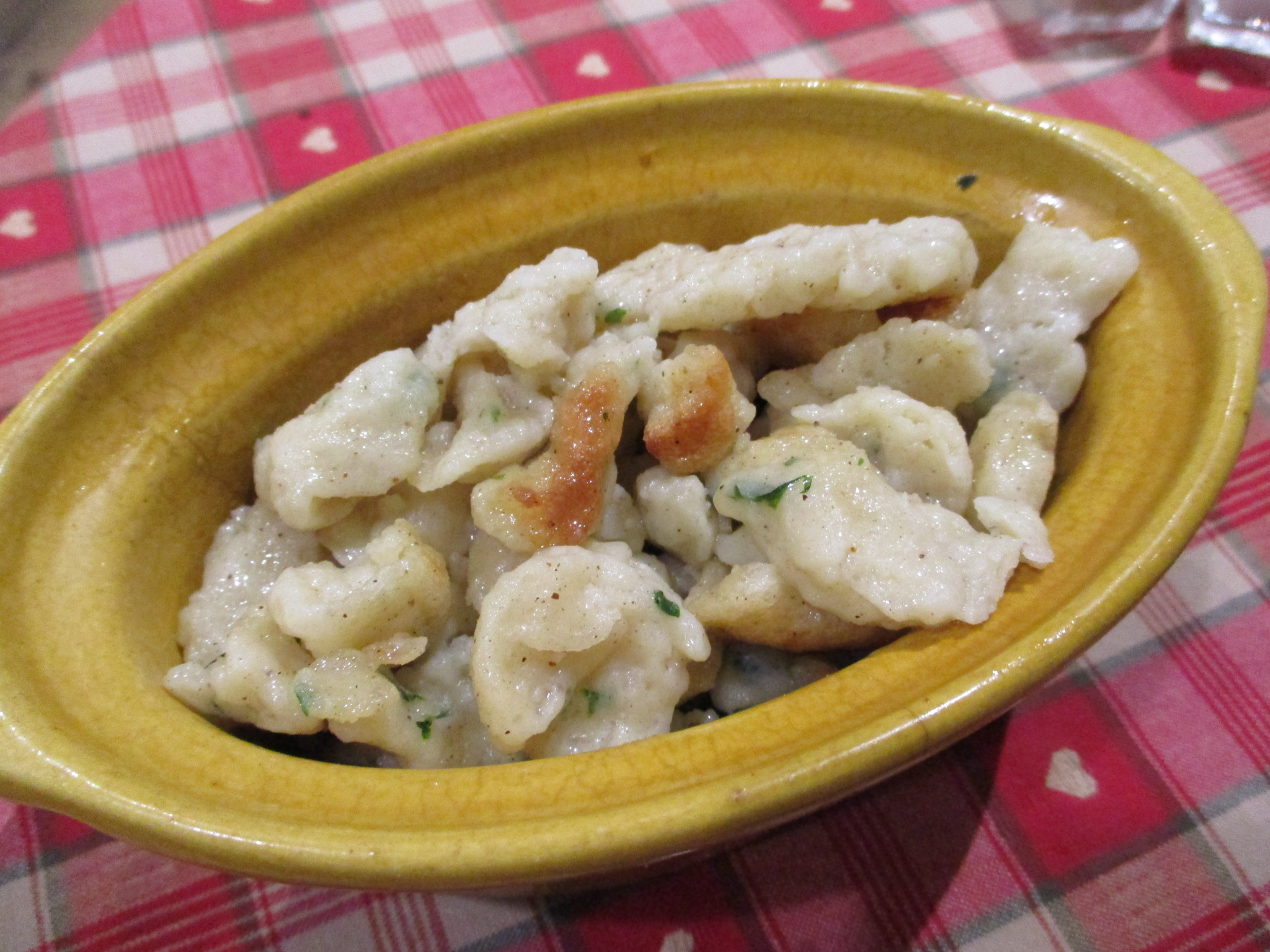
Servis en mini terrine.
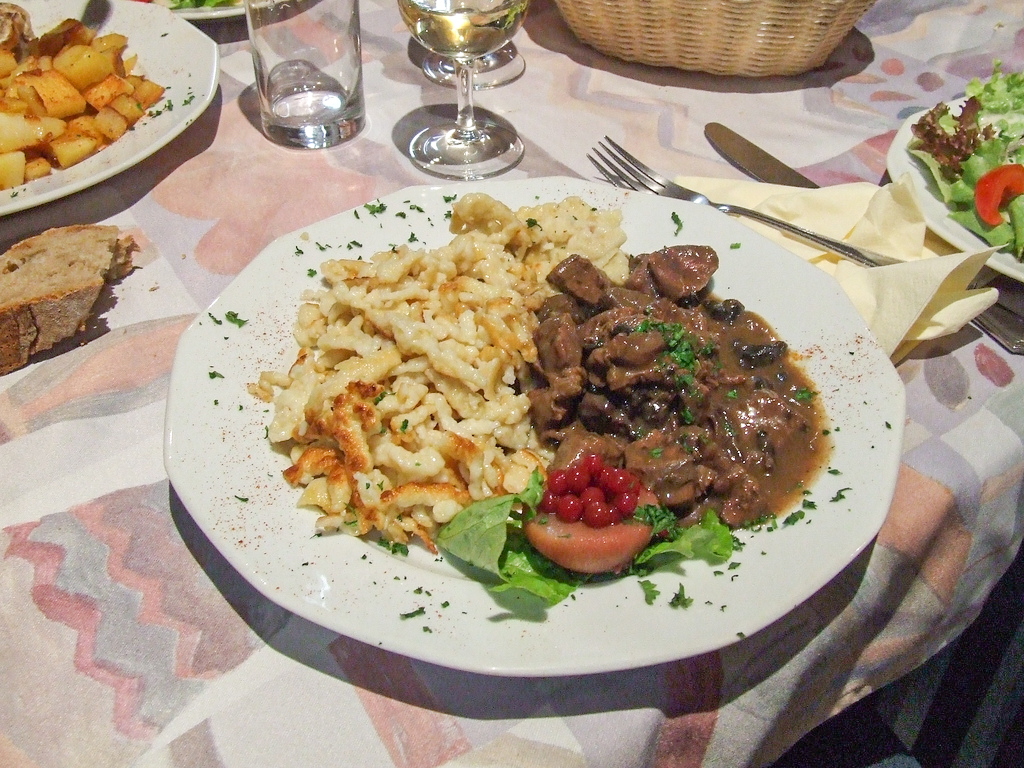
Civet de sanglier.
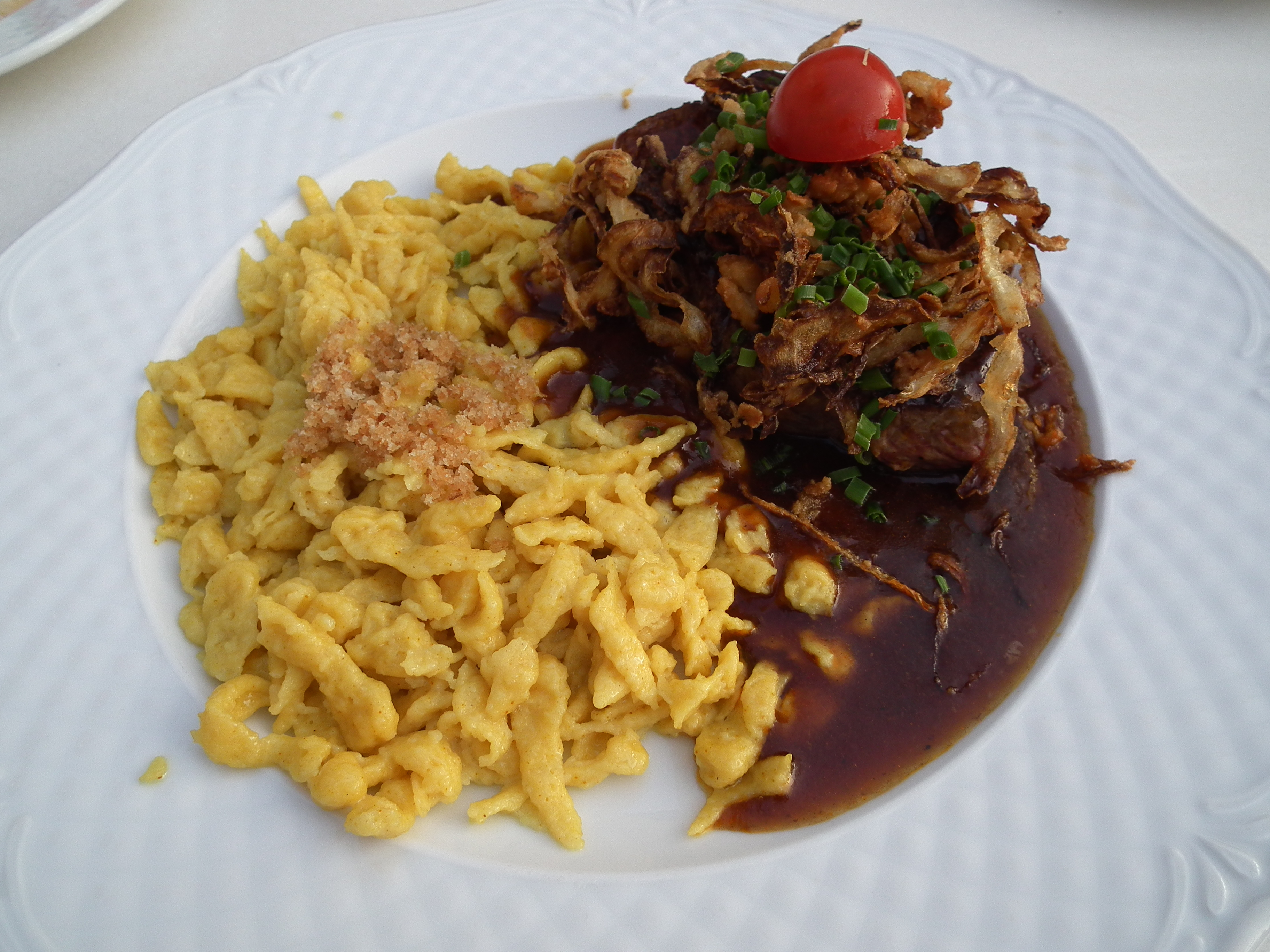
Rosbif aux oignons grillés.
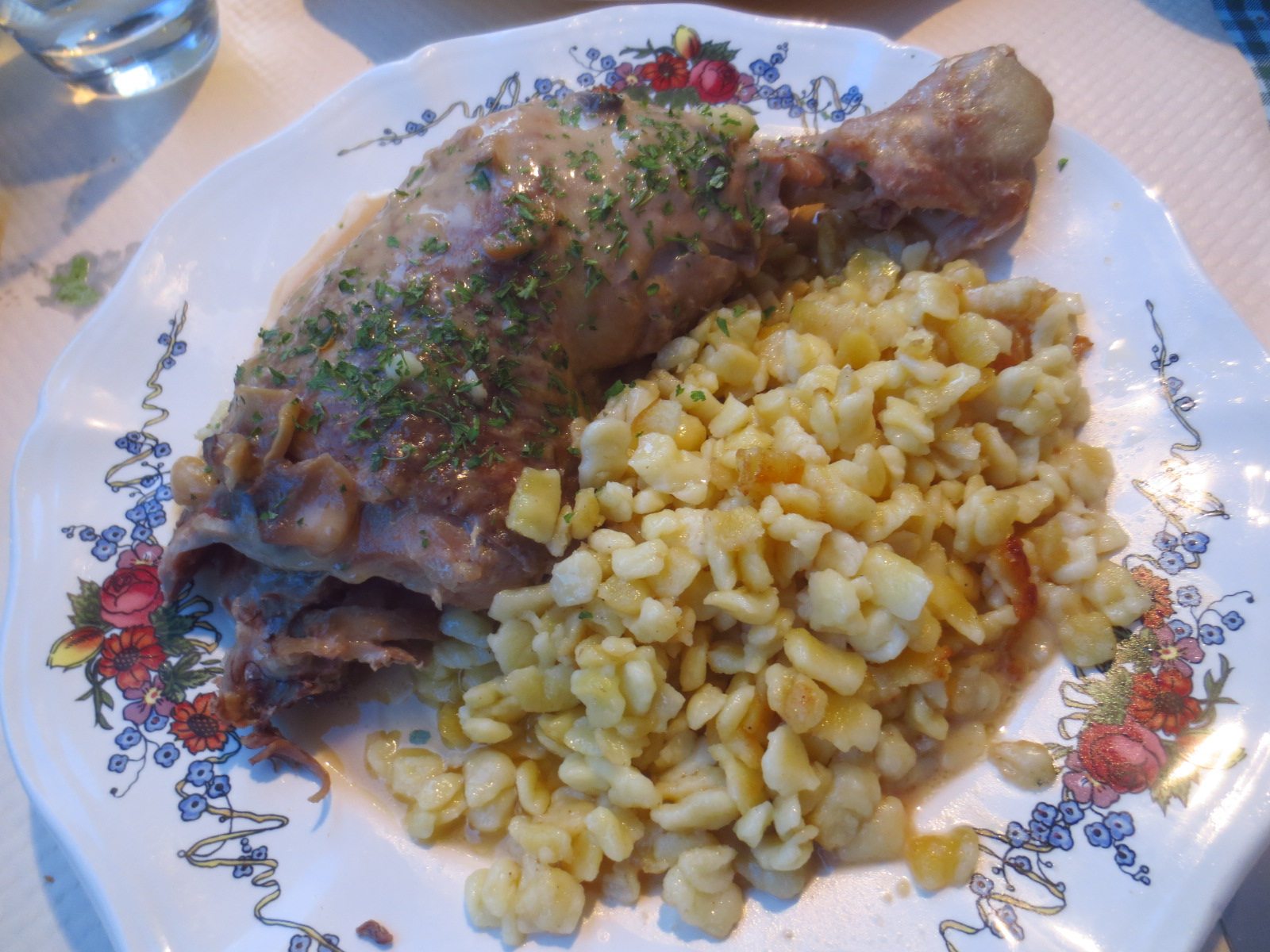
Coq au riesling.

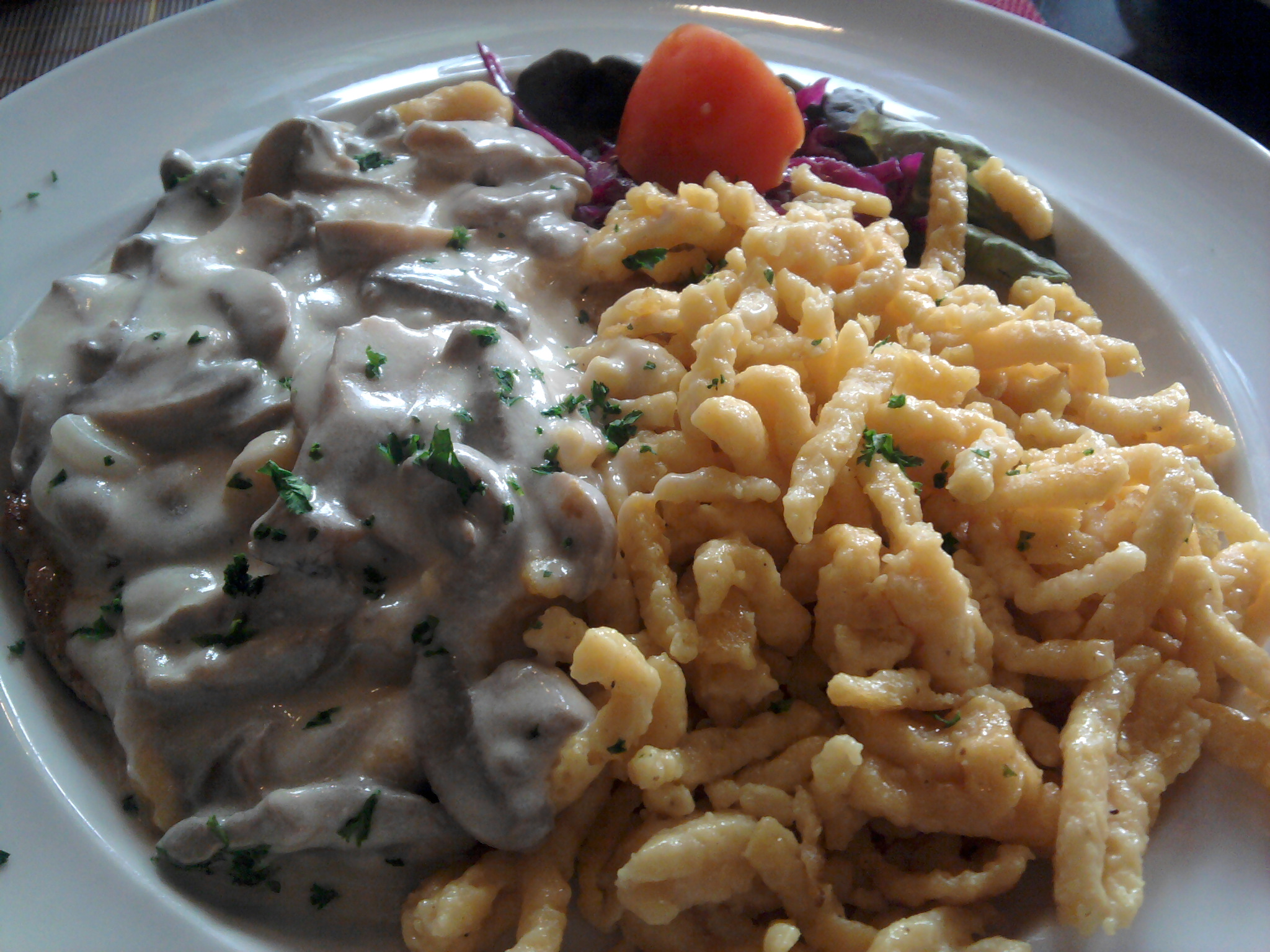
Escalope sauce chasseur et spätzle.
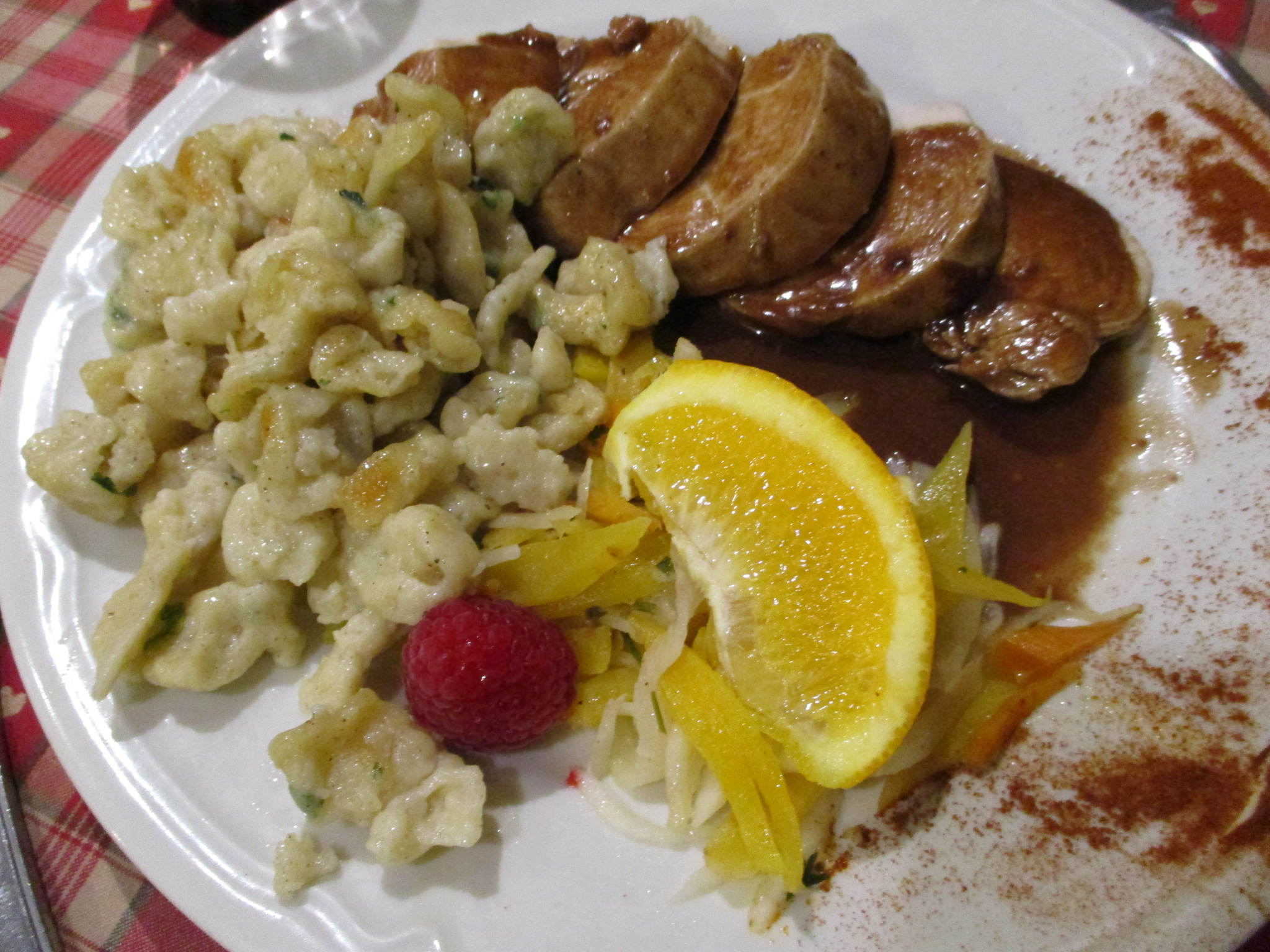
Suprême de poulet à l'orange.
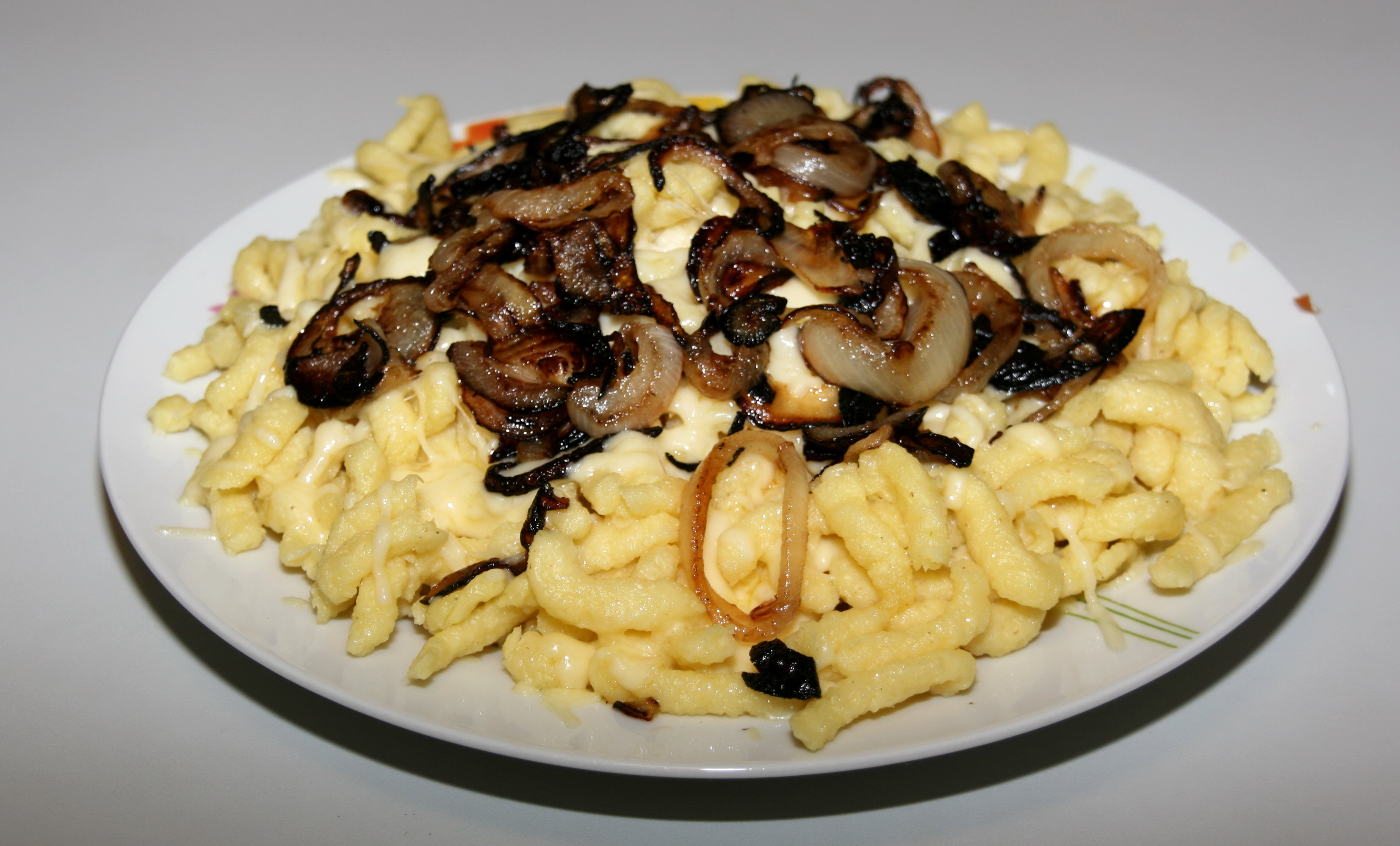
Champignon oignon.
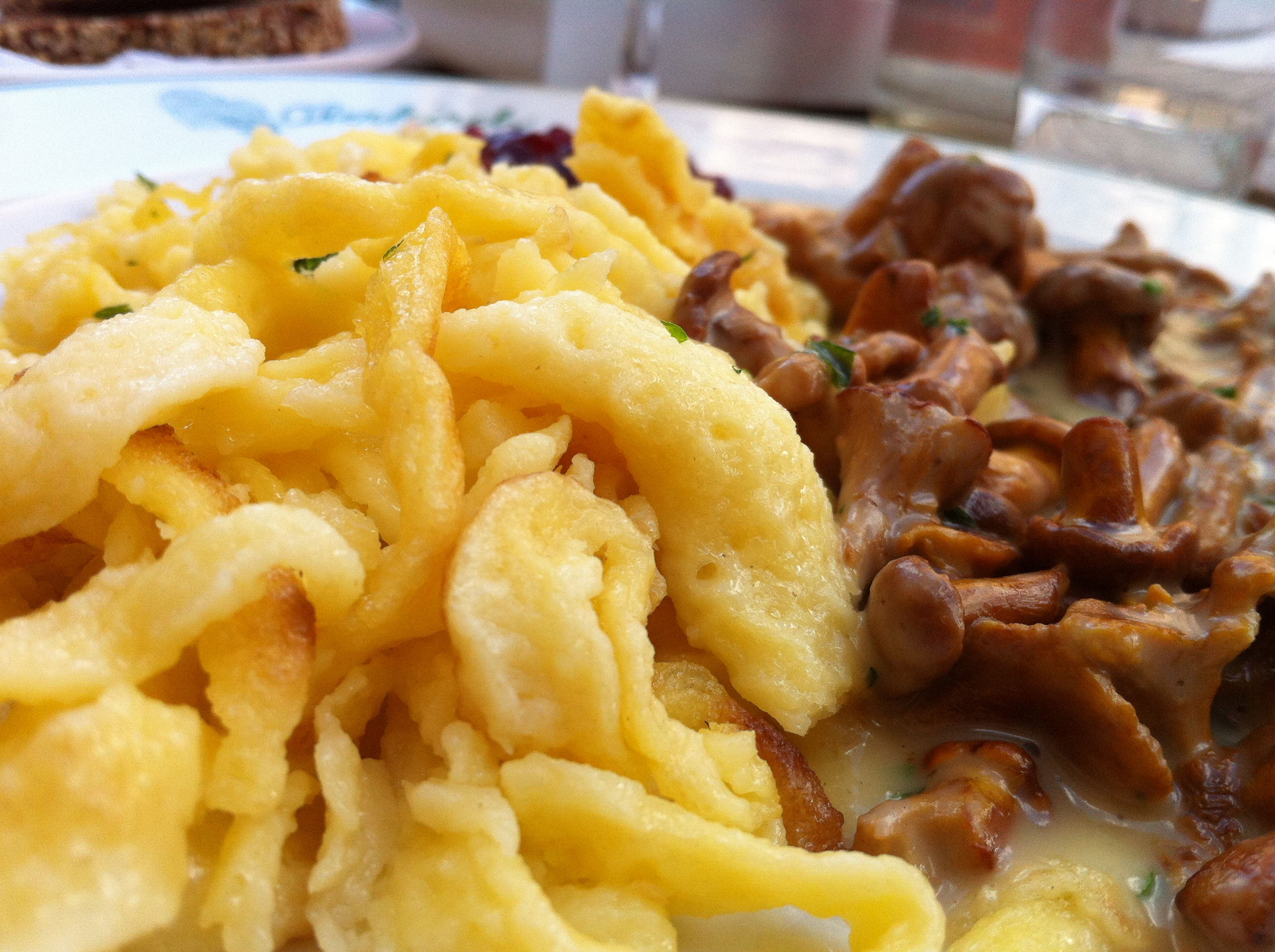
Chanterelles.

### La technique ancestrale duschaben

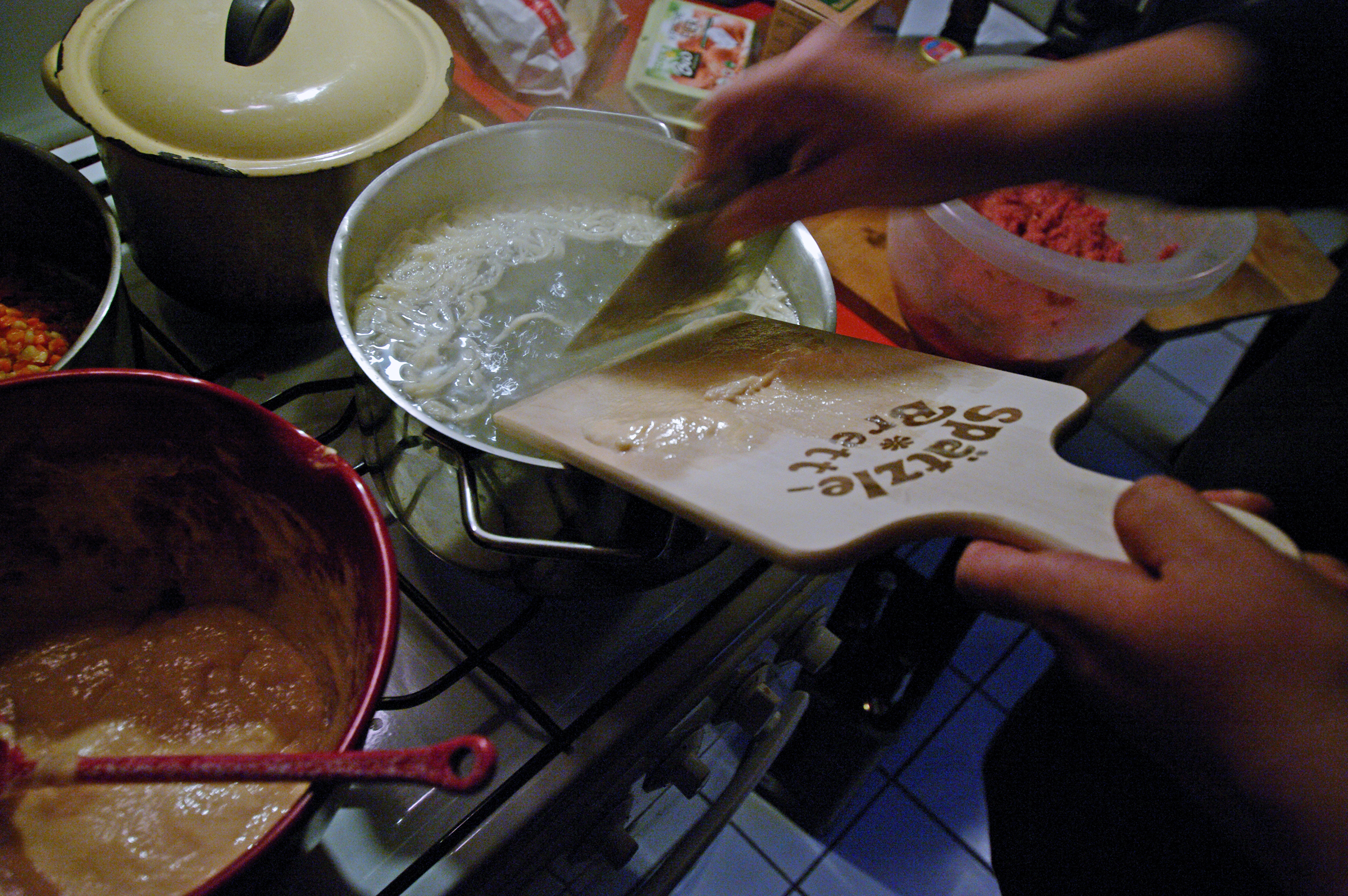
Planche à spätzle pour schaben.

La base des spätzle est une pâte à base de farine, d'œufs, de sel et d'eau. À la différence de la pâte à nouilles, celle des spätzle est en général plus mouillée, molle et cassante, ce qui fait qu'elle ne peut être étalée. Avant l’invention très appréciée de la presse à spätzle, on procédait par schaben : on met de la pâte sur une planchette humide et on fait tomber, à l'aide d'un couteau, de fines lanières directement dans l'eau bouillante salée.
Les spätzle cuits remontent à la surface et sont retirés à l'aide d'une écumoire. Ils sont alors plongés dans un grand récipient rempli d'eau très froide, de façon à arrêter la cuisson et les empêcher de coller les uns aux autres. Ils peuvent ensuite être accommodés à diverses sauces.
Celui qui maîtrise la technique du schaben fait incontestablement les meilleurs spätzle, car ils sont très fins et, du coup, moins pâteux que ne le seront les spätzle ou Knepfle plus épais. On se rapproche quasiment de la pâte fraîche italienne dans sa saveur et sa consistance. Mais la pratique du schaben est plus compliquée qu’il n’y paraît car on envoie dans l’eau bouillante des gros paquets de pâtes plus souvent qu’on ne le souhaiterait.

### La technique dureiben
Avec une râpe à spätzle appelée aussi rabot (spätzlehobel) que l’on pose au-dessus de la casserole, on dépose une boule de pâte et on appuie avec un racloir qui coulisse sur la râpe. De nombreux entrepreneurs ont essayé de concevoir un outil capable de simplifier le travail en cuisine, y compris avec les râpes en plastique du haut au bas de gamme, mais les puristes préfèrent la technique traditionnelle ou la presse à spätzle. En fait, la râpe trouée produit plus des Knepfle que des spätzle.

### La technique de la presse
En Souabe, où les spätzle sont l’accompagnement régional par excellence, il est encore tout à fait usuel de faire ses spätzle soi-même. La presse, telle qu’on la voit sur les photos ci-contre, fait partie des ustensiles culinaires indispensables du foyer. Il suffit de mettre un peu de pâte dans la presse et de faire passer celle-ci par les trous. On peut acheter des presses qui donnent une forme différente aux spätzle.
C’est affaire de goût : en pétrissant une pâte plus ferme, ce que permet de faire la presse, on obtient des spätzle proches des nouilles, bien al dente et non collantes. Pour certains plats, c’est très appréciable et plus esthétique sur le plat de service qu’un amas de boulettes de pâte collantes.

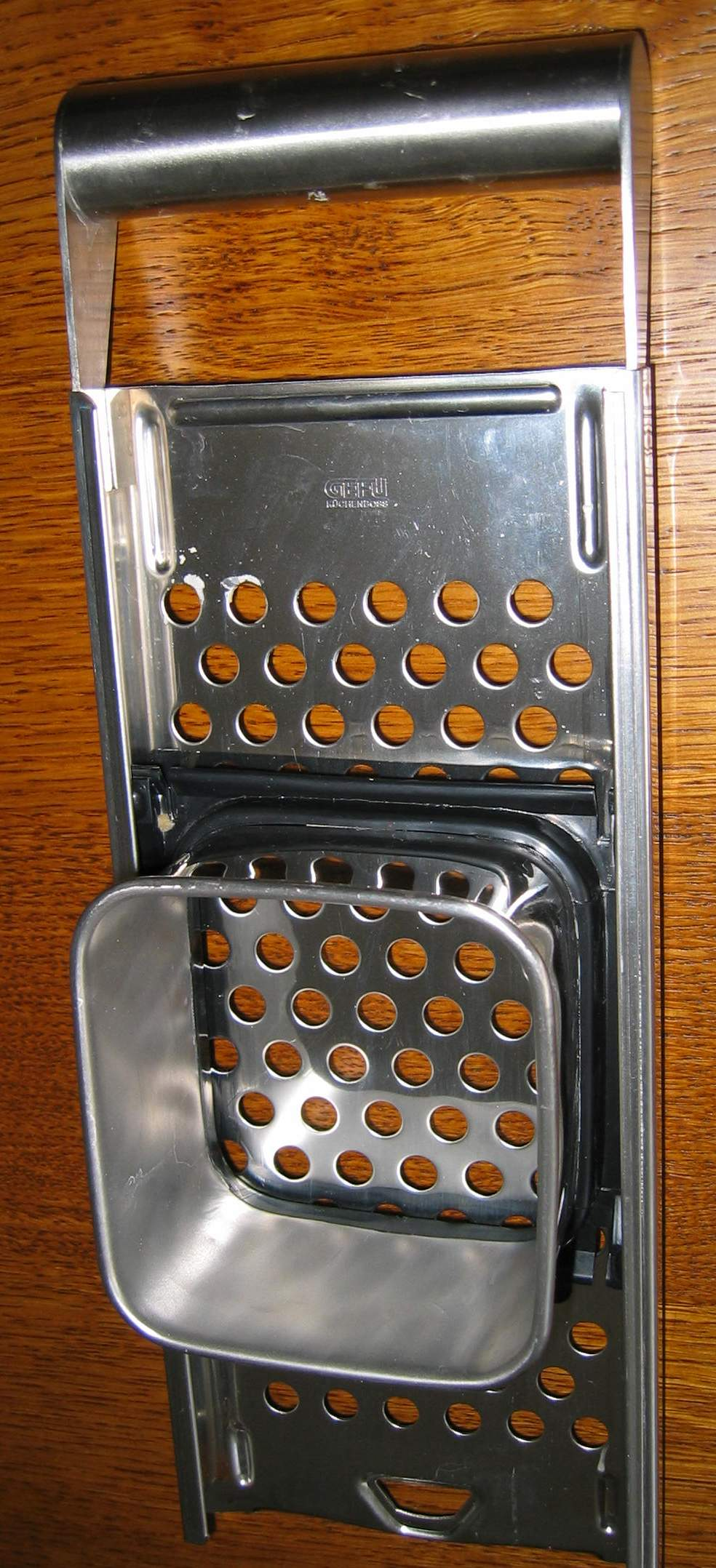
Grille ou râpe à spätzle.
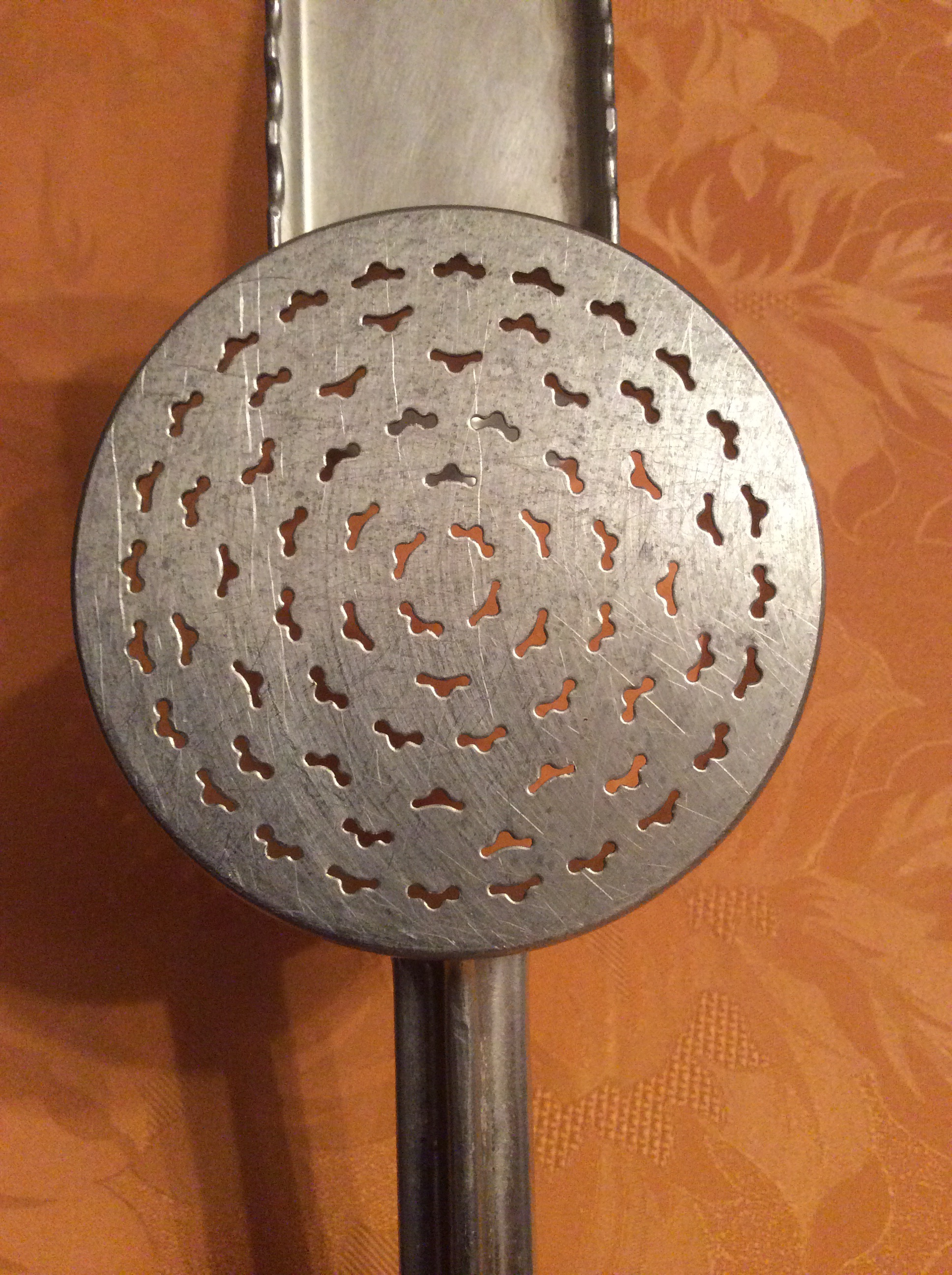
Exemple de trous dans une presse à spätzle.
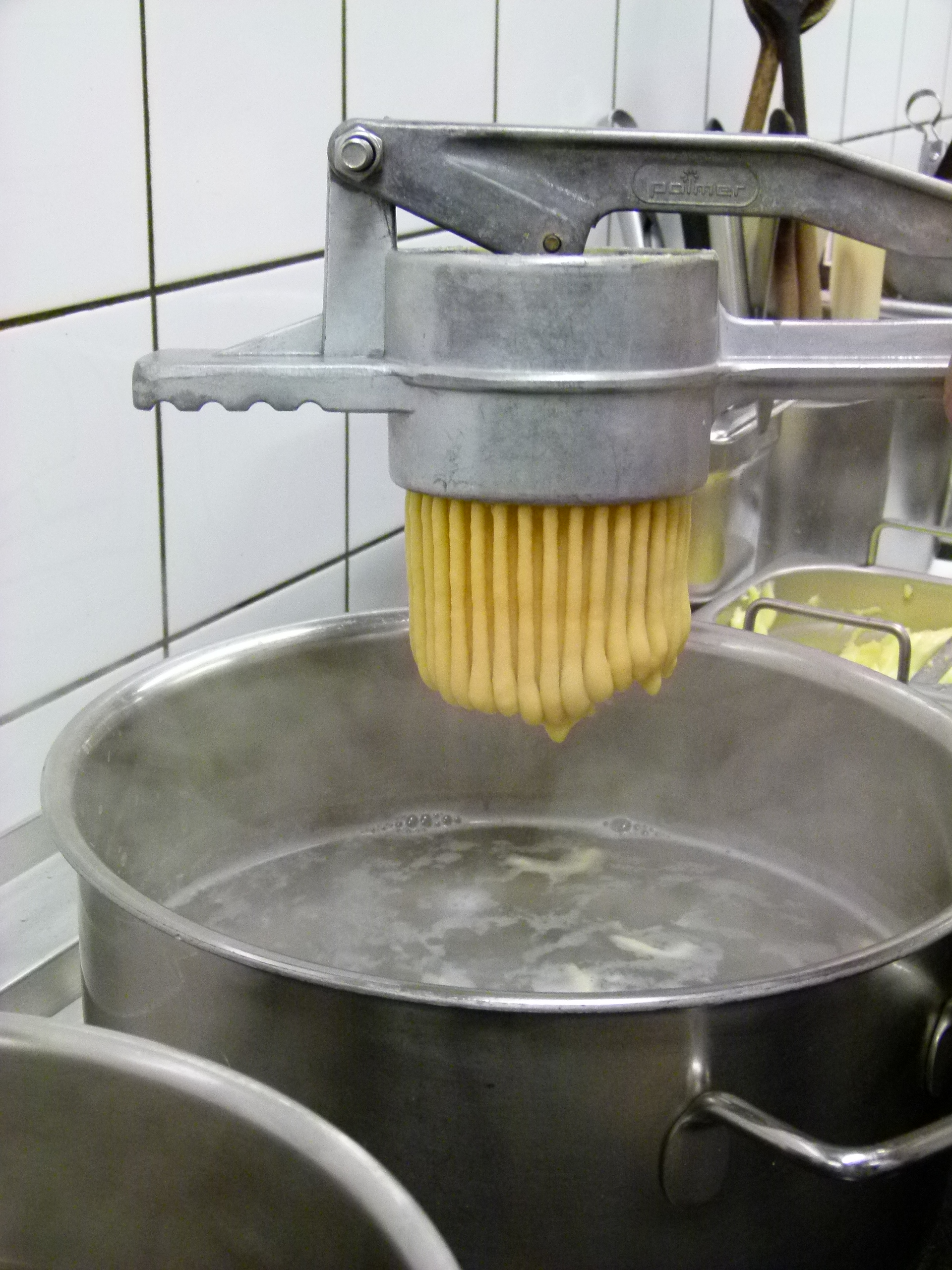
Presse à spätzle très répandue dans le Bade-Wurtemberg.

## Accompagnement et plat principal

### Différentes façons de servir
- Servis nature, les spätzle accompagnent principalement les plats de viande en sauce, dont traditionnellement :
  - Sauerbraten ;
  - tous les rôtis de bœuf braisés (Rinderschmorbraten) ;
  - tous les fricassés, y compris avec le poulet ;
  - toutes les variantes de goulash ;
  - tous les plats de gibier au goût prononcé, comme le sanglier, le chevreuil, le cerf, etc. ;
  - tous les rôtis et plats de viande avec fond brun, roux brun ou jus de cuisson, comme le lapin.
- Servis avec une garniture d'oignons frits au moment de dresser, les spätzle deviennent souvent un plat principal accompagné d'une salade verte et précédé d'une soupe. Pour les jours de fête, ou dans les restaurants, on sert néanmoins comme accompagnement aux plats cités plus haut ces spätzle aux oignons dorés pour rehausser leur goût et leur donner une esthétique de repas festif.
  - Pour trois personnes, prévoir 2 oignons coupés en lamelles et faire dorer avec du beurre ou de la margarine.
- On peut remplacer les oignons frits par de la panure dorée dans du beurre ; dans ce cas, on dit en allemand geschmälzte Spätzle. Il suffit de prendre 2 cuillères à soupe de chapelure et de la faire dorer dans 30 g de beurre. Servir chaud en parsemant la préparation sur les spätzle au moment de manger.

### Spätzleau fromage
Pour illustrer ce plat, on a retenu des recettes d'horizons différents. La première s'inspire d'un projet scolaire, mené par un collège autrichien, pour transmettre la cuisine autrichienne à un public francophone dans le cadre d'un échange.
Ingrédients
- 400 g de farine
- sel
- 4 œufs
- une pincée de noix de muscade moulue
- 200 cl de lait
- 4 noix de beurre
- 200 g de fromage râpé
- oignons

Préparation : Mélanger la farine et les œufs avec un peu de lait et une pincée de sel. La pâte doit être ferme. Faire bouillir de l'eau salée dans une grande casserole. Faire cuire les spätzle à l'aide d'une des méthodes citées plus haut. Chauffer la noix de beurre dans une grande poêle et faire revenir les spätzle. Préchauffer le four à 100 °C et mettre couche par couche, dans une tourtière, alternativement les spätzle et le fromage, terminer par une couche de fromage. Enfourner la tourtière avec son couvercle pour faire fondre le fromage. Éplucher les oignons, les couper en rondelles et les faire dorer dans une poêle. Les déposer sur les spätzle au moment de servir.
La seconde recette de Käsespätzle s'inspire d'un ouvrage collectif de la paroisse de Rohr, en Franconie, pour ramasser des fonds pour la réparation de l'orgue. Les recettes sont fournies par les paroissiens.
Préparation
Faire des spätzle avec 400 g de farine, 6 œufs, 4 cuillères à soupe d'eau et une pincée de sel. Étaler successivement des spätzle et de l'emmental râpé dans une tourtière, poivrer. Mettre au four pendant 15 minutes à 150 °C. Au moment de servir, décorer d'anneaux d'oignons frits au beurre et accompagner d'une salade verte.

### Spätzleà la choucroute
Un autre plat typique de la zone sud-ouest du bassin germanophone sont les Krautspätzle. Il est rare qu'on le prépare tel quel. Il est le repas quasi systématique du lendemain d'un repas à base de choucroute. Il reste généralement de la choucroute ou on en prépare sciemment un peu plus pour le lendemain.
La recette est facile. Il faut faire des spätzle, puis les dorer dans la poêle, et ajouter la choucroute en remuant un peu, mais pas trop pour qu'il y ait une répartition équilibrée de spätzle et de chou sans obtenir de bouillie. Certains préfèrent qu'on présente les deux ingrédients séparément, afin de se servir eux-mêmes, et mélangent à leur façon, ou seulement au moment de mettre en bouche.
Les Krautspätzle sont meilleurs quand on les saupoudre de panure dorée au beurre au moment de servir. On peut aussi en proposer dans un ravier sur la table pour les gourmands qui réclament une couche plus importante. De même, on peut servir des oignons frits.

### Lentilles etspätzle
Parmi les incontournables des plats quotidiens souabes, on compte les lentilles et spätzle, souvent accompagnées d'une Seidewürschtle, sorte de knack plus allongée.
Ingrédients
- 250 g de lentilles
- 1 litre de bouillon
- 1 oignon
- 2 clous de girofle
- 2 feuilles de laurier
- 100 g de lardons maigres
- 8 cuillères à soupe d'oignons coupés en petits dés
- 4 cuillères à soupe de farine
- sel

Préparation
Faire cuire les lentilles dans le bouillon avec les épices à la consistance désirée. Pendant ce temps, faire revenir les dés d'oignons et les lardons avec la farine jusqu'à ce que cela brunisse légèrement. Ajouter aux lentilles et remuer. Poursuivre la cuisson quelques minutes à peine. Servir les spätzle et les lentilles séparément, car chacun dose à sa manière. Mettre une bouteille de vinaigre de cidre sur la table pour que chacun se serve selon ses goûts. L'acidité du vinaigre apporte un équilibre au plat. Faire chauffer les saucisses dans une eau frémissante pour qu'elles n'éclatent pas.

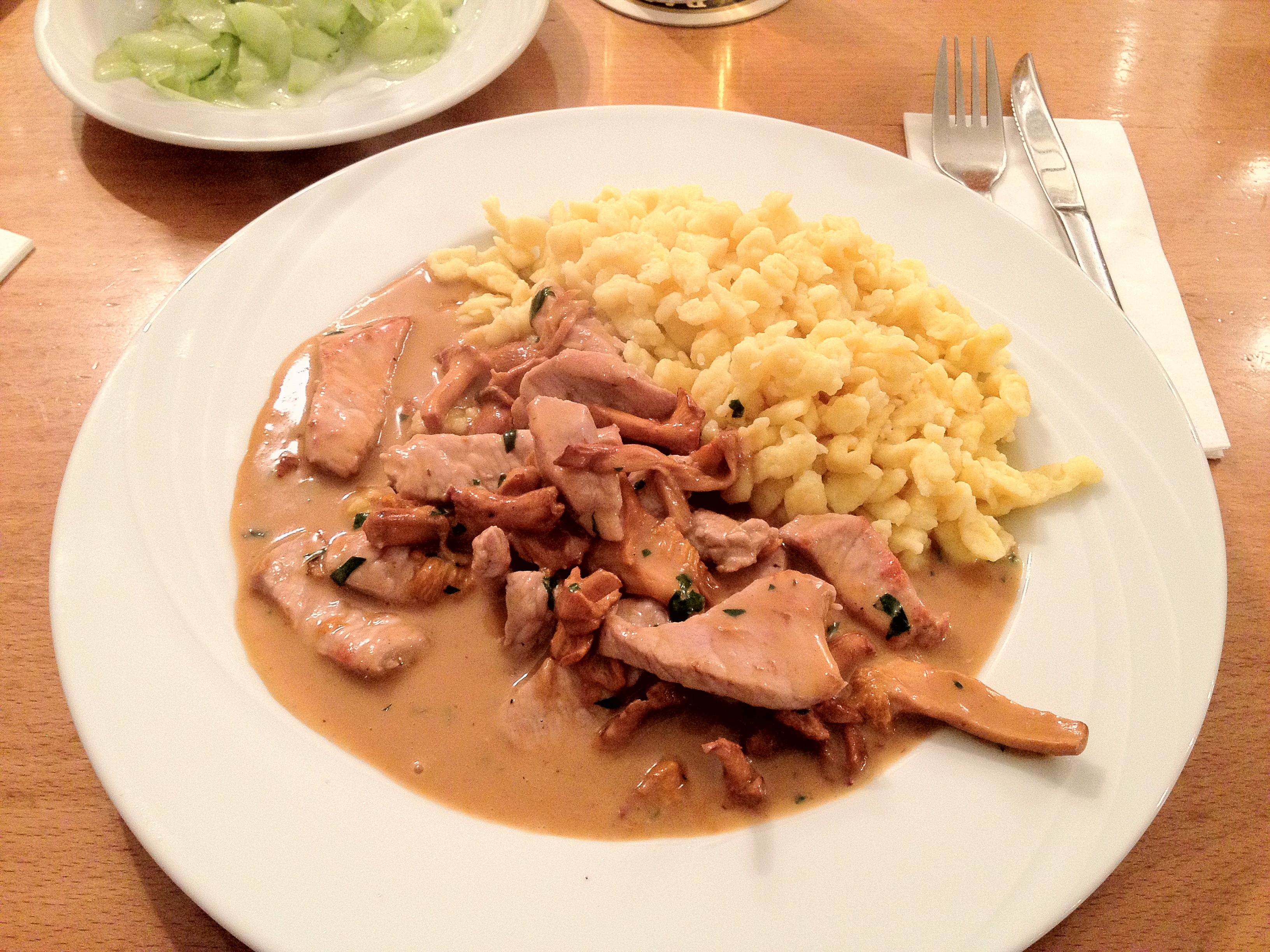
Spätzle avec fricassée.
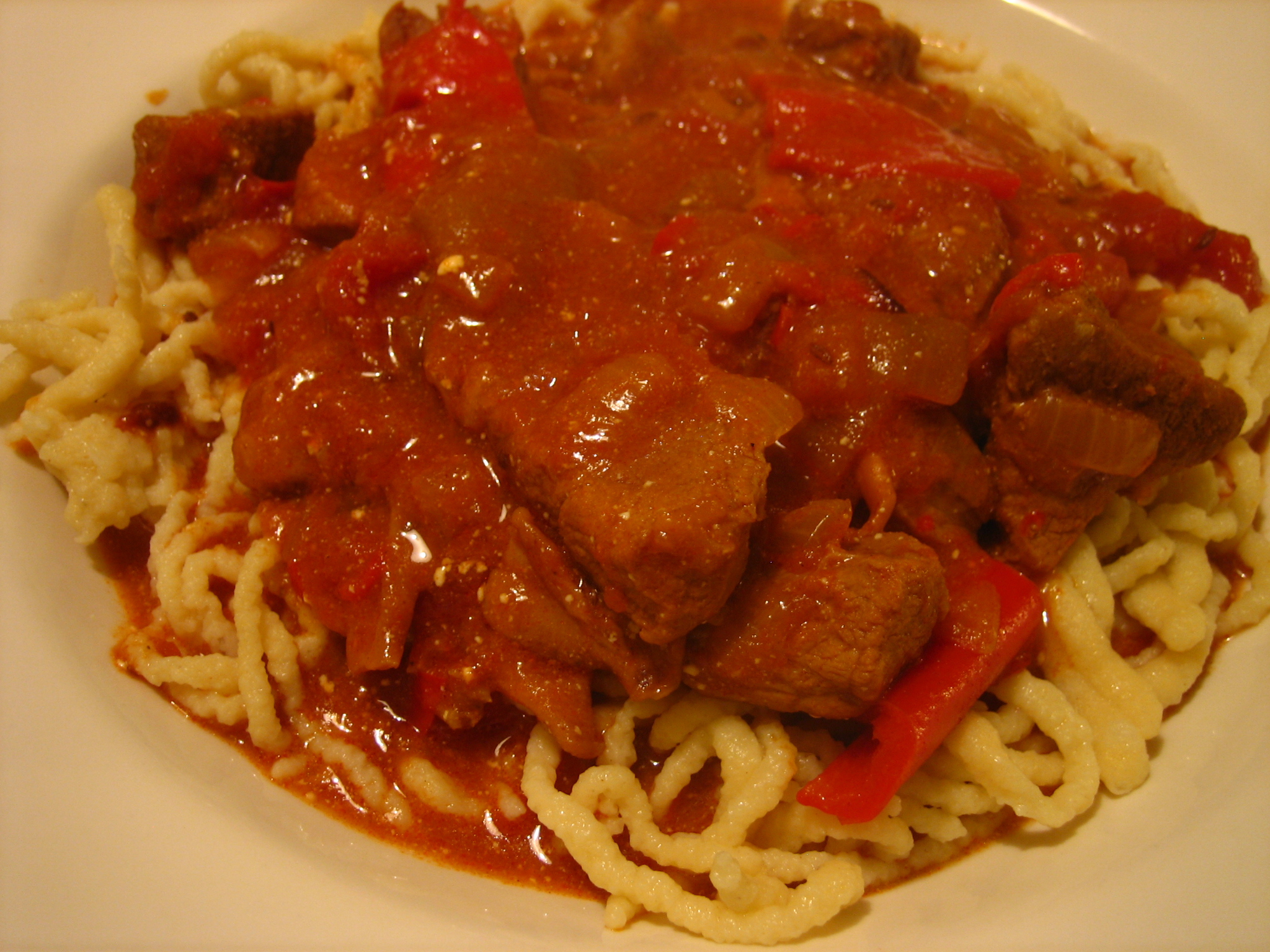
Spätzle et goulash.
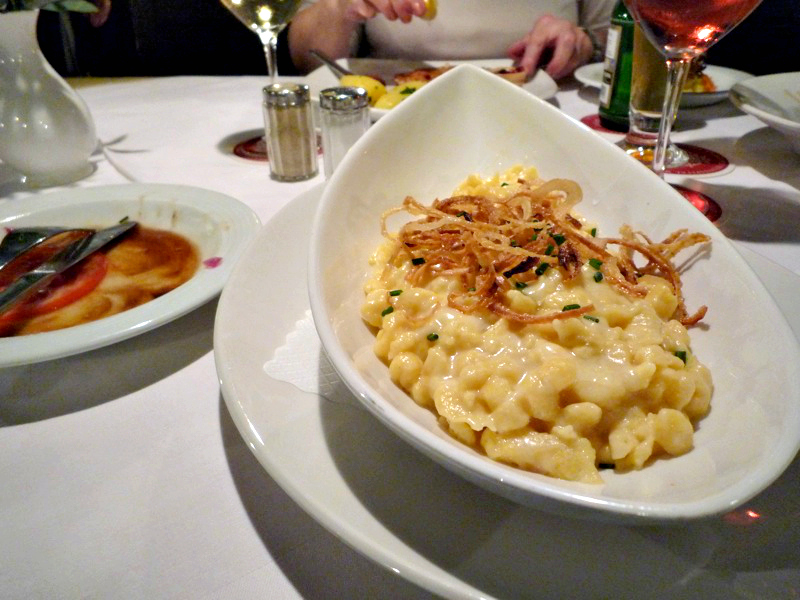
Käsespätzle.
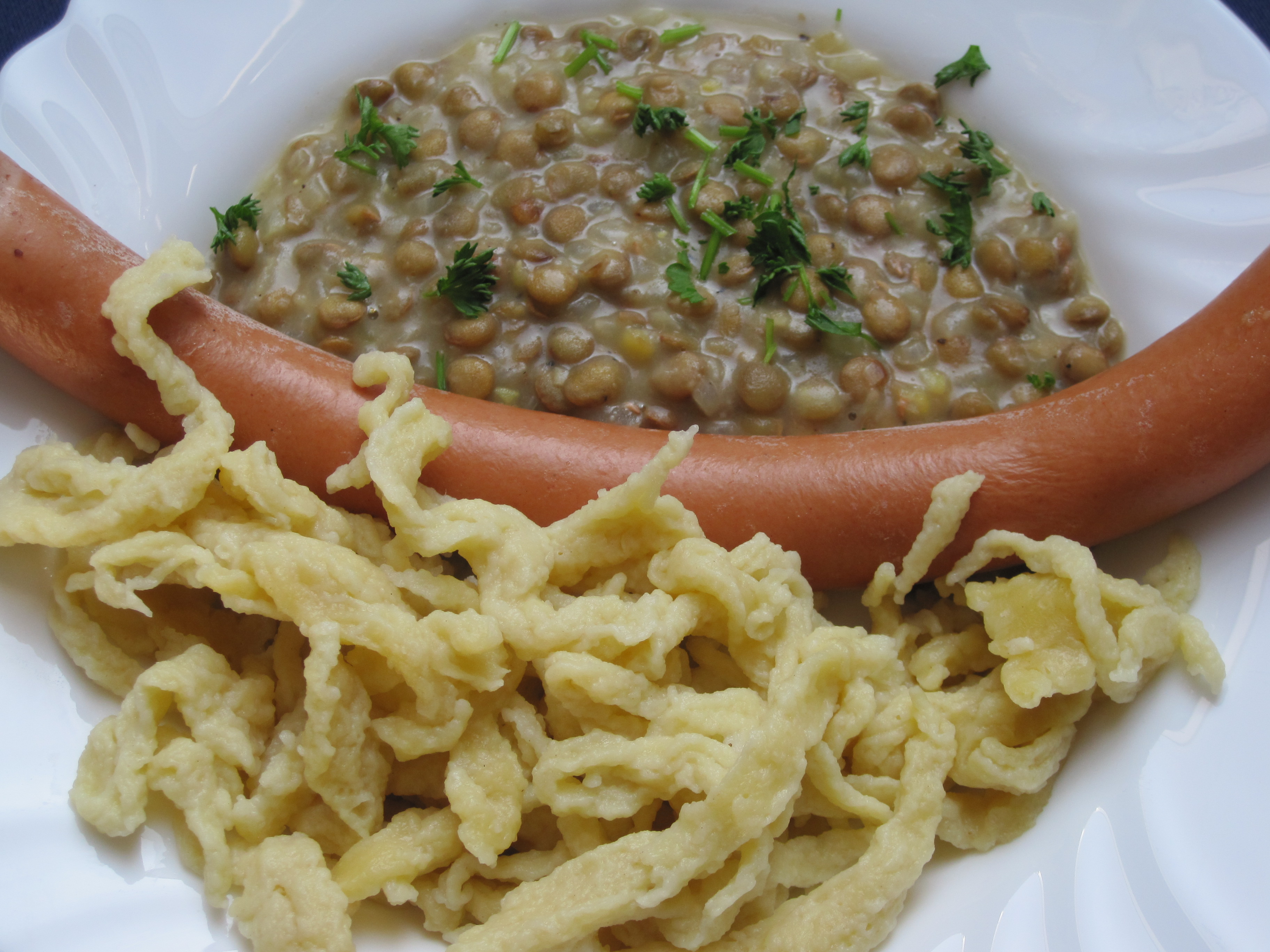
Lentilles, spätzle et Seitenwürstchen.